# Église Saint-Martial de Corrèze
Pour les articles homonymes, voir Église Saint-Martial.
L'église Saint-Martial est une église catholique située à Corrèze, dans le département français de la Corrèze, en région Nouvelle-Aquitaine.

## Généralités
L'église Saint-Martial est située au centre du département français de la Corrèze, au cœur de l'ancienne ville close du bourg de Corrèze. Elle a été placée sous le patronage de saint Martial, évangélisateur du Limousin et premier évêque de Limoges.
L'édifice est inscrit au titre des monuments historiques le 29 février 1972.

## Historique
D'origine romane comme l'attestent les imposants contreforts du côté sud, cette église a été de nombreuses fois remaniée à la suite des destructions dues aux guerres, notamment celle de Cent Ans. Incendié par les Anglais vers 1350, le clocher a été reconstruit dans un style proche de ceux du Yorkshire, c'est-à-dire de forme hexagonale sur une base carrée. Ce clocher a été foudroyé en 1721 et 1989.
Des aménagements de style gothique ont été réalisés à l'intérieur à diverses périodes.

## Architecture
L'église n'est pas orientée est-ouest mais plutôt est-nord-est/ouest-sud-ouest.
Surmontée d'un clocher à lanternon, la façade occidentale s'ouvre, en haut d'un escalier, sur le portail que coiffent trois sculptures. Celui-ci donne dans la nef de cinq travées, terminée par le  chœur à chevet plat. Fenêtres et modillons sont de style roman alors que les voûtes avec croisées d'ogives sont gothiques.

## Mobilier
Le maître-autel daté fin du XVIIe, début du XVIIIe siècle, fait l'objet de classements au titre des monuments historiques en deux périodes.
D'abord, en 1926, fut classé le retable construit et sculpté par l'atelier de Jean Tournié. Mis en place de 1690 à 1692, il n'était alors ni peint ni doré. Faute d'argent, il ne fut terminé que vingt-quatre ans plus tard. Son architecture obéit aux règles de l'art baroque : une structure tripartite à deux étages surmontée d'un fronton.
Ensuite, en 1979, furent également classés l'autel surmonté de deux gradins ainsi que le tabernacle et son exposition.
Plusieurs sculptures de la même époque sont placées dans les niches du retable : un groupe sculpté représentant le Calvaire, avec la Vierge Marie et saint Jean de part et d'autre du Christ en croix, et trois statues représentant Dieu le Père, saint Georges terrassant le dragon et une troisième, datée de 1714, qui représente un évêque (peut-être saint Martial).
Dans l'église, trois autres sculptures du XVIIe siècle en bois font également l'objet de protections au titre des monuments historiques :
- une statue polychrome représentant saint Jacques le Majeur, classée en 1970[9] ;
- un demi-relief représentant saint Léonard, classé en 1970[10] ;
- un haut-relief polychrome représentant Marie Madeleine, inscrit en 1976[11].

L'édifice recèle également une chaire en bois sculpté du XIXe siècle.

## Galerie

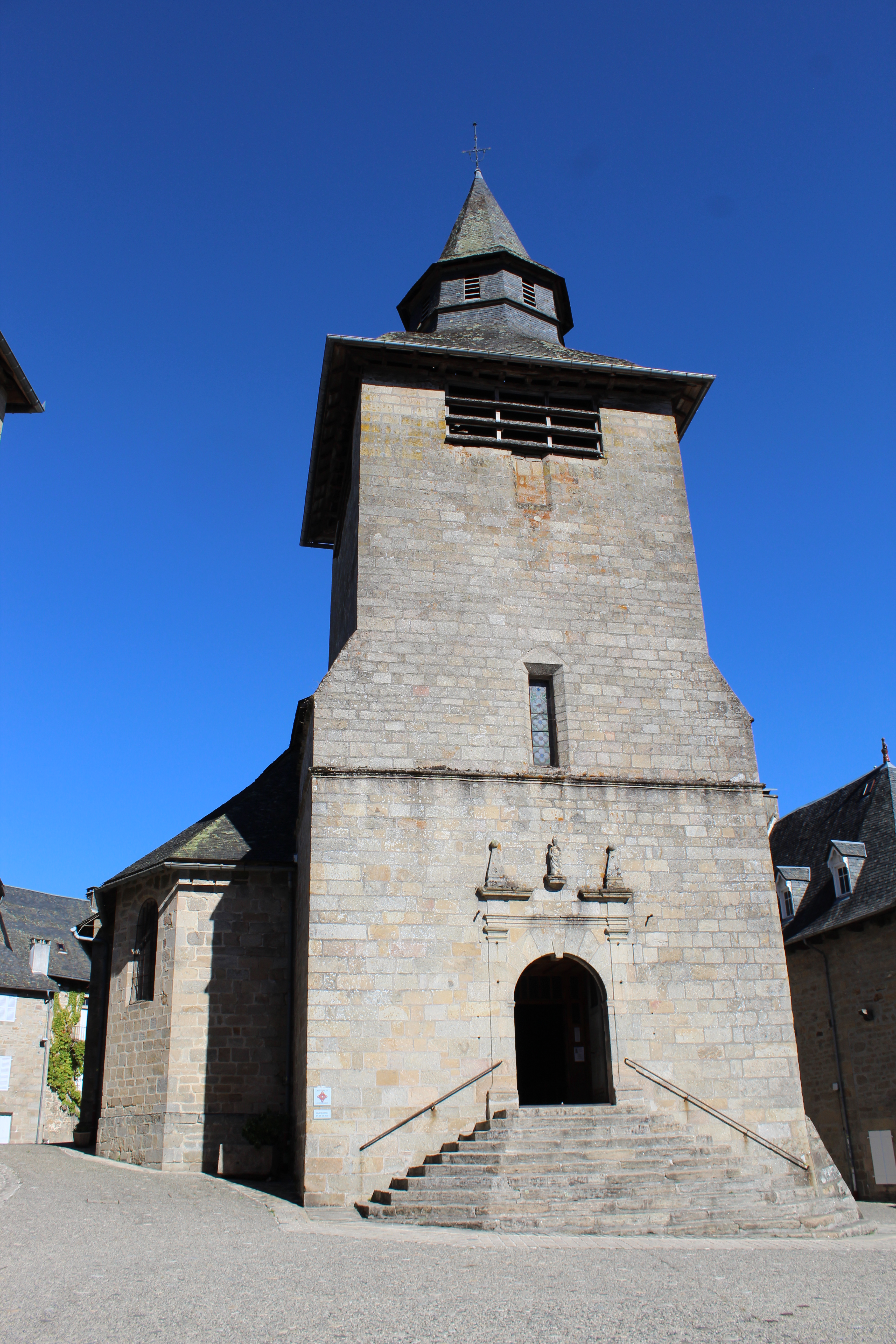
La façade occidentale et le clocher.
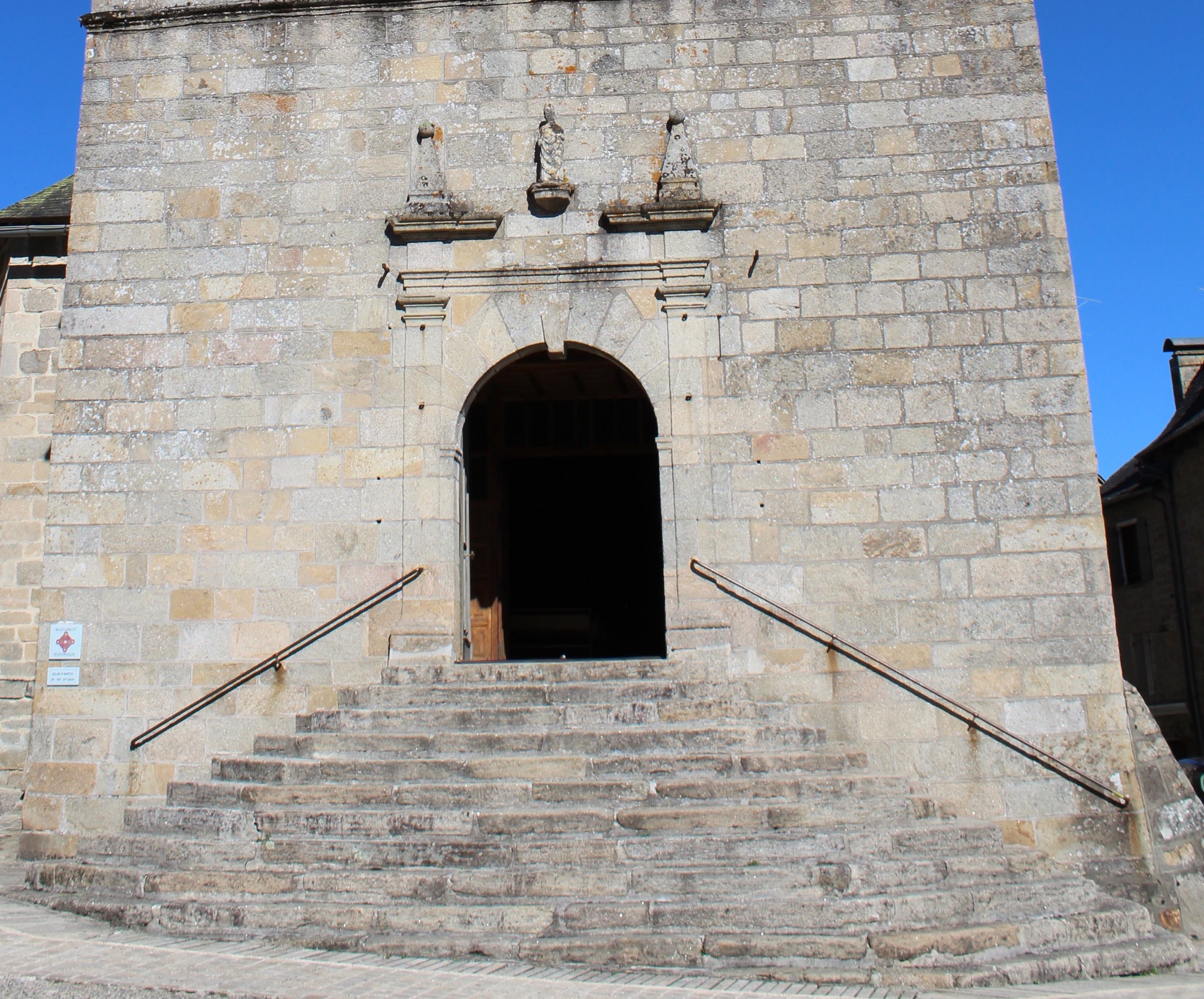
Le portail occidental.
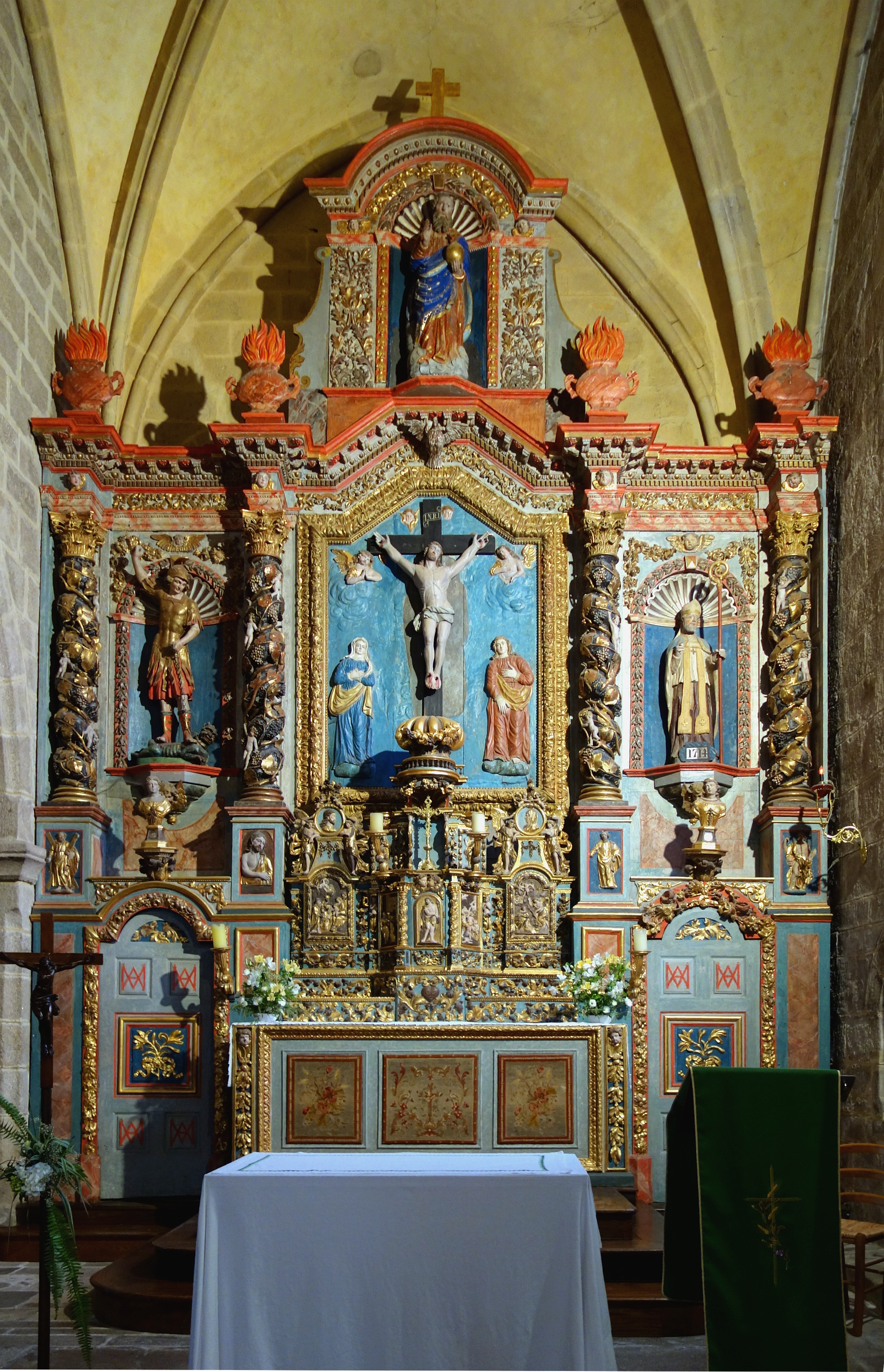
Le maître-autel (fin du XVIIe, début du XVIIIe siècle).
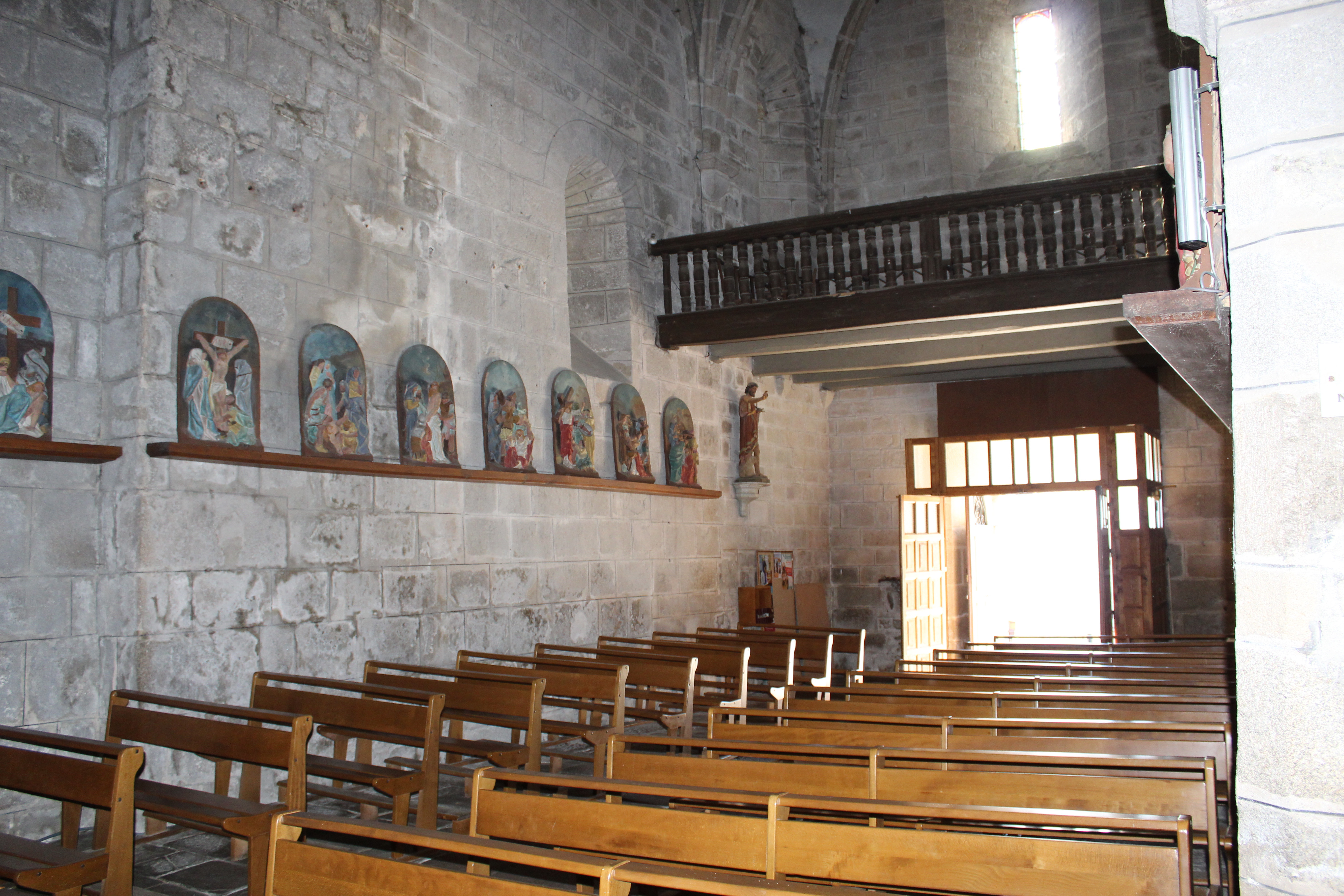
La nef et la tribune.
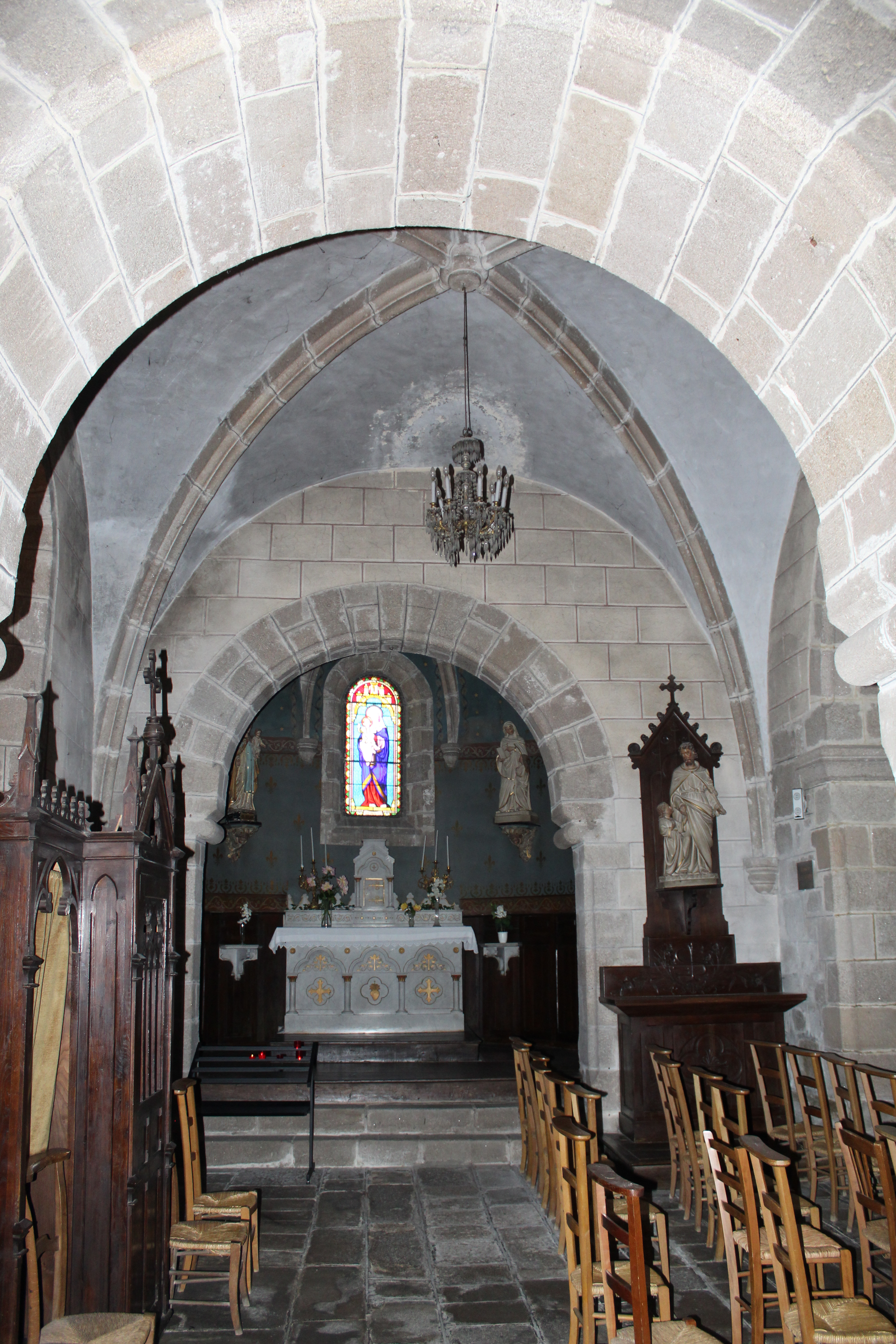
Chapelle latérale.